# Beautiful World (álbum)
Beautiful World (estilizado em minúsculas como beautiful world) é o sexto álbum de estúdio da banda japonesa Fanatic Crisis, lançado em 6 de dezembro de 2001. Foi lançado como um trabalho especial de final de ano com apenas 9 faixas. Por ser um projeto especial, é o único álbum do grupo que não incluiu singles e foi lançado menos de um ano antes do anterior, Pop.

## Recepção
Alcançou a trigésima posição nas paradas da Oricon Albums Chart, permanecendo na parada por duas semanas. Vendeu cerca de 14,690 cópias enquanto esteve na parada.

## Faixas
Todas as faixas escritas e compostas por Tsutomu Ishizuki, exceto onde notado, e todos os arranjos por Yoshihiro Kambayashi. 
| N.º            | Título                            | Música         | Duração |  |
| 1.             | "beautiful world"                 |                | 1:39    |  |
| 2.             | "Koi no Nioi" (恋の匂い)          |                | 4:52    |  |
| 3.             | "Nocturne" (ノクターン)           |                | 4:27    |  |
| 4.             | "Frozen" (フローズン)             |                | 5:25    |  |
| 5.             | "source"                          | Shun           | 1:49    |  |
| 6.             | "Mafuyu no Hana" (真冬の花)       |                | 4:20    |  |
| 7.             | "white rush"                      |                | 3:54    |  |
| 8.             | "Happy People" (ハッピーピープル) |                | 4:50    |  |
| 9.             | "Source (piano)"                  | Shun           | 1:37    |  |
| Duração total: | Duração total:                    | Duração total: | 33:56   |  |

## Ficha técnica
Fanatic Crisis
- Tsutomu Ishizuki − vocais
- Kazuya − guitarra solo
- Shun − guitarra rítmica
- Ryuji − baixo
- Tohru − bateria